# Championnat du Japon de football de deuxième division 2006
Navigation
J2 League 2005 J2 League 2007
Le Championnat du Japon de football de deuxième division 2006 est la 8e édition de la J.League 2. Le championnat a débuté le 4 mars 2006 et s'est achevé le 2 décembre 2006.
Les trois meilleurs du championnat sont promus en J.League 2007.

## Les clubs participants
Les équipes classées de la 4e à la 12e place de la J2 League 2005, les 16e, 17e et 18e de J.League 2005 et le 1er de JFL 2005 participent à la compétition.
| Club              | Dernière montée | Ville     | Classement 2005 | Entraîneur          | Depuis | Stade                    | Capacité | Nombre de saisons |
| ----------------- | --------------- | --------- | --------------- | ------------------- | ------ | ------------------------ | -------- | ----------------- |
| Kashiwa Reysol    | 2006            | Kashiwa   | 16e             | Nobuhiro Ishizaki   | 2006   | Hitachi Kashiwa Stadium  | 15 349   | 1                 |
| Tokyo Verdy 1969  | 2006            | Tokyo     | 17e             | Ruy Ramos           | 2006   | Stade Ajinomoto          | 50 000   | 1                 |
| Vissel Kobe       | 2006            | Kobe      | 18e             | Stuart Baxter       | 2006   | Stade du parc Misaki     | 30 312   | 1                 |
| Vegalta Sendai    | 2004            | Sendai    | 4e              | Joel Santana        | 2006   | Stade de Sendai          | 19 694   | 6                 |
| Montedio Yamagata | -               | Yamagata  | 5e              | Yasuhiro Higuchi    | 2006   | Stade du parc Yamagata   | 20 315   | 8                 |
| Consadole Sapporo | 2003            | Sapporo   | 6e              | Masaaki Yanagishita | 2004   | Sapporo Dome             | 41 484   | 6                 |
| Shonan Bellmare   | 2000            | Hiratsuka | 7e              | Masaaki Kanno       | 2006   | Hiratsuka Stadium        | 18 500   | 7                 |
| Sagan Tosu        | -               | Tosu      | 8e              | Ikuo Matsumoto      | 2004   | Stade de Tosu            | 24 460   | 8                 |
| Tokushima Vortis  | 2005            | Tokushima | 9e              | Yutaka Azuma        | 2006   | Stade Pocarisweat        | 17 924   | 2                 |
| Mito HollyHock    | 2000            | Mito      | 10e             | Hideki Maeda        | 2003   | Stade Mito               | 12 000   | 7                 |
| Yokohama FC       | 2001            | Yokohama  | 11e             | Takuya Takagi       | 2006   | Stade Yokohama Mitsuzawa | 15 454   | 6                 |
| Thespa Kusatsu    | 2005            | Kusatsu   | 12e             | Shigeharu Ueki      | 2006   | Stade Shoda Shoyu Gunma  | 15 253   | 2                 |
| Ehime FC          | 2006            | Matsuyama | 1er             | Kazuhito Mochizuki  | 2005   | Ningineer Stadium        | 20 000   | 1                 |

- Relégué de la J1 League 2005
- Promu de la Japan Football League 2005

### Localisation des clubs
| \| Clubs du Grand Tokyo · Shonan Bellmare (Kanagawa) · Mito HollyHock (Ibaraki) · Yokohama FC (Kanagawa) · Tokyo Verdy 1969 (Tokyo) · Kashiwa Reysol (Chiba) Grand Tokyo Consadole Sapporo Ehime FC Vegalta Sendai Vissel Kobe Sagan Tosu Montedio Yamagata Tokushima Vortis Thespa Kusatsu \| Localisation des clubs engagés dans le championnat. |
| Clubs du Grand Tokyo · Shonan Bellmare (Kanagawa) · Mito HollyHock (Ibaraki) · Yokohama FC (Kanagawa) · Tokyo Verdy 1969 (Tokyo) · Kashiwa Reysol (Chiba) Grand Tokyo Consadole Sapporo Ehime FC Vegalta Sendai Vissel Kobe Sagan Tosu Montedio Yamagata Tokushima Vortis Thespa Kusatsu                                                           |

| Clubs du Grand Tokyo · Shonan Bellmare (Kanagawa) · Mito HollyHock (Ibaraki) · Yokohama FC (Kanagawa) · Tokyo Verdy 1969 (Tokyo) · Kashiwa Reysol (Chiba) Grand Tokyo Consadole Sapporo Ehime FC Vegalta Sendai Vissel Kobe Sagan Tosu Montedio Yamagata Tokushima Vortis Thespa Kusatsu |

## Compétition

### Classement
Source : CLASSEMENT J.LEAGUE DIVISION 2 2006 sur transfermarkt.fr
| Rang | Équipe             | Pts | J  | G  | N  | P  | Bp | Bc | Diff |
| ---- | ------------------ | --- | -- | -- | -- | -- | -- | -- | ---- |
| 1    | Yokohama FC        | 93  | 48 | 26 | 15 | 7  | 61 | 32 | +29  |
| 2    | Kashiwa Reysol R   | 88  | 48 | 27 | 7  | 14 | 84 | 60 | +24  |
| 3    | Vissel Kobe        | 86  | 48 | 25 | 11 | 12 | 78 | 53 | +25  |
| 4    | Sagan Tosu         | 79  | 48 | 22 | 13 | 13 | 64 | 49 | +15  |
| 5    | Vegalta Sendai     | 77  | 48 | 21 | 14 | 13 | 75 | 43 | +32  |
| 6    | Consadole Sapporo  | 72  | 48 | 20 | 12 | 16 | 77 | 67 | +10  |
| 7    | Tokyo Verdy 1969 R | 71  | 48 | 21 | 8  | 19 | 69 | 75 | -6   |
| 8    | Montedio Yamagata  | 65  | 48 | 17 | 14 | 17 | 68 | 57 | +11  |
| 9    | Ehime FC P         | 53  | 48 | 14 | 11 | 23 | 51 | 63 | -12  |
| 10   | Mito HollyHock     | 51  | 48 | 14 | 9  | 25 | 48 | 69 | -21  |
| 11   | Shonan Bellmare    | 49  | 48 | 13 | 10 | 25 | 61 | 87 | -26  |
| 12   | Thespa Kusatsu P   | 42  | 48 | 9  | 15 | 24 | 54 | 86 | -32  |
| 13   | Tokushima Vortis   | 35  | 48 | 8  | 11 | 29 | 43 | 92 | -49  |

|  | Promu en J1 League 2007                                               |
|  | Barrages de promotion en J1 League                                    |
|  | P : Promu de Japan Football League 2005 R : Relégué de J1 League 2005 |

## Barrage promotion-relégation
Le match oppose le 16e de la première division contre le 3e de la deuxième division un match aller-retour.
| 6 décembre 2006 | Vissel Kobe | 0 - 0   | Avispa Fukuoka | Stade du parc Misaki, Kobe                      |                                                 |
|                 |             | (0 - 0) |                | Spectateurs : 12 009 Arbitrage : Joji Kashihara | Spectateurs : 12 009 Arbitrage : Joji Kashihara |
|                 | Rapport     |         |                | Spectateurs : 12 009 Arbitrage : Joji Kashihara | Spectateurs : 12 009 Arbitrage : Joji Kashihara |

| 9 décembre 2006 | Avispa Fukuoka | 1 - 1   | Vissel Kobe | Level-5 Stadium, Fukuoka                          |                                                   |
|                 |                | (0 - 0) |             | Spectateurs : 13 102 Arbitrage : Yuichi Nishimura | Spectateurs : 13 102 Arbitrage : Yuichi Nishimura |
|                 | Rapport        |         |             | Spectateurs : 13 102 Arbitrage : Yuichi Nishimura | Spectateurs : 13 102 Arbitrage : Yuichi Nishimura |

## Statistiques

### Meilleurs buteurs
|                    | Buteur            | Club              | Buts | MJ |
| ------------------ | ----------------- | ----------------- | ---- | -- |
| Médaille d'or      | Humberlito Borges | Vegalta Sendai    | 26   | 41 |
| Médaille d'argent  | Hulk              | Consadole Sapporo | 25   | 38 |
| Médaille de bronze | Leandro           | Montedio Yamagata | 23   | 40 |
| 4                  | Tatsunori Arai    | Sagan Tosu        | 23   | 36 |
| 5                  | Diego Souza       | Kashiwa Reysol    | 21   | 43 |
| 6                  | Alemão            | Yokohama FC       | 18   | 24 |
| 7                  | Anderson          | Mito HollyHock    | 17   | 43 |
| 8                  | Atsuhiro Miura    | Vissel Kobe       | 15   | 46 |
| 9                  | Kazuki Hiramoto   | Tokyo Verdy 1969  | 15   | 40 |
| 10                 | Toshiya Tanaka    | Ehime FC          | 14   | 47 |